# Слима
Слима (малт. Sliema, Tas-Sliema) је значајно насеље на Малти. Слима је истовремено и једна од 68 општина у држави.

## Природни услови
Насеље Слима смештено је на северној обали острва Малта и удаљено је од главног града Валете 7 километара западно.
Насеље се развило на западној страни Велике луке, најважнијег залива на острву, на омањем полуострву. Подручје града је веома мало - 1,3 км², са нагнутим тереном (0-35 м надморске висине).

## Историја
Подручје Слиме било је насељено још у време праисторије и било је активно у старом и средњем веку, али није имало већи значај до 16. века.
Данашње насеље вуче корене од велике опсаде острва од стране Турака 1565. године, када је простор града било поприште борбе између две стране. После тога, владари Малте, Витезови светог Јована, изградили су на овом месту насеље, које се нарочито развило у 19. веку, у време британске владавине.
Слима је веома страдала од нацистичких бомбардовања у Другом светском рату, али је после тога обновљена.

## Становништво
Становништво Слиме је по проценама из 2008. године бројало нешто преко 15,2 хиљада становника, од чега је значајан број људи са Запада, некадашњих туриста.

## Знаменитости
Слима је, уз најчувенији, а суседни градић, Сан Ђиљан, средиште туризма на Малти. Град има 3 километра дуг кеј са бројним зградама и палатама из времена британске владавине.

## Галерија слика
- Поглед на Слиму преко залива
- Кеј у Слими
- Старе куће из британског времена
- Богородичина црква у градској луци